# عمارة باكستانية
عمارة باكستانية يشير المصطلح إلى الهياكل المعمارية التي بنيت خلال فترات زمنية مختلفة في باكستان. بدأت العمارة الباكستانية في التَّشكل مع بداية حضارة وادي السند في منتصف الألفية الثالثة قبل الميلاد، وساعدت بشكل كبير في تطوير ثقافة حضرية متقدمة مع مباني هيكلية كبيرة، بعضها لا يزال موجودًا حتى يومنا هذا. تتبعت العمارة الباكستانية في بدايتها أسلوب عمارة مملكة غاندارا بالإضافة للعمارة البوذية التي اقتبست بعض من جمالياتها من عناصر العمارة اليونانية القديمة. تظهر هذه العمارة جليًا في بعض البقايا القائمة في غاندارا وتاكسيلا.

## عمارة وادي السند
قام علماء الآثار بالتنقيب عن العديد من المدن القديمة، ومن بينها موهينجو دارو وهارابا وكوت ديجي، والتي تتمتع ببنية معمارية متشابهة مع وجود طرق واسعة، بالإضافة إلى مرافق صحية ومدروسة. غالبية المنشآت في هذه المدن مبنية من الطوب وهي مباني عامة كالحمامات وورش العمل. استعمل الخشب والطين كمواد بناء رئيسية وبالأخص في المعابد.
لسوء الحظ لا يُعرف الكثير عن هذه الحضارة، ويعود ذلك إلى اختفائها في حوالي عام 1700 قبل الميلاد لأسباب غير معروفة ولأن لغتها لا تزال غير مفككة. تم الكشف عن وجودها في منتصف القرن التاسع عشر. تشير الأدلة المكتشفة إلى أن حضارة وادي السند كانت حضارة متطورة، وكانت مدنية مثل هارابا يبلغ عدد سكانها حوالي 35000 نسمة. السكان يعيشون في منازل من الطوب بدون نوافذ مبنية وحولها فناء مركزي. كانت هذه المدن عبارة عن قلعة، حيث كانت تتكون من المباني العامة والمباني الدينية، ومجمعات كبيرة للاستحمام الطقسي، ومخازن لتخزين الغذاء، ونظام معقد من المصارف والصرف الصحي المغطى.

## العمارة الهندية والبوذية
مع ظهور البوذية في باكستان تم تجديد المعالم المعمارية البارزة مرة أخرى، والتي استمرت حتى وقتنا الحاضر. بالإضافة إلى ذلك أدى التأثير الفارسي واليوناني إلى تطوير النمط اليوناني البوذي بدءًا من القرن الأول الميلادي. البقايا الهامة للبناء البوذي الموجود الآن تتمثل في الأبراج البوذية والمباني الأخرى ذات التماثيل والعناصر اليونانية في تاكسلا عاصمة غاندهارا في أقصى شمال البنجاب. أحد الأمثلة الجميلة على العمارة البوذية يتمثل في أنقاض الدير البوذي تاخت-باى في المقاطعة الشمالية الغربية خيبر بختونخوا.

## العمارة الهندية الإسلامية

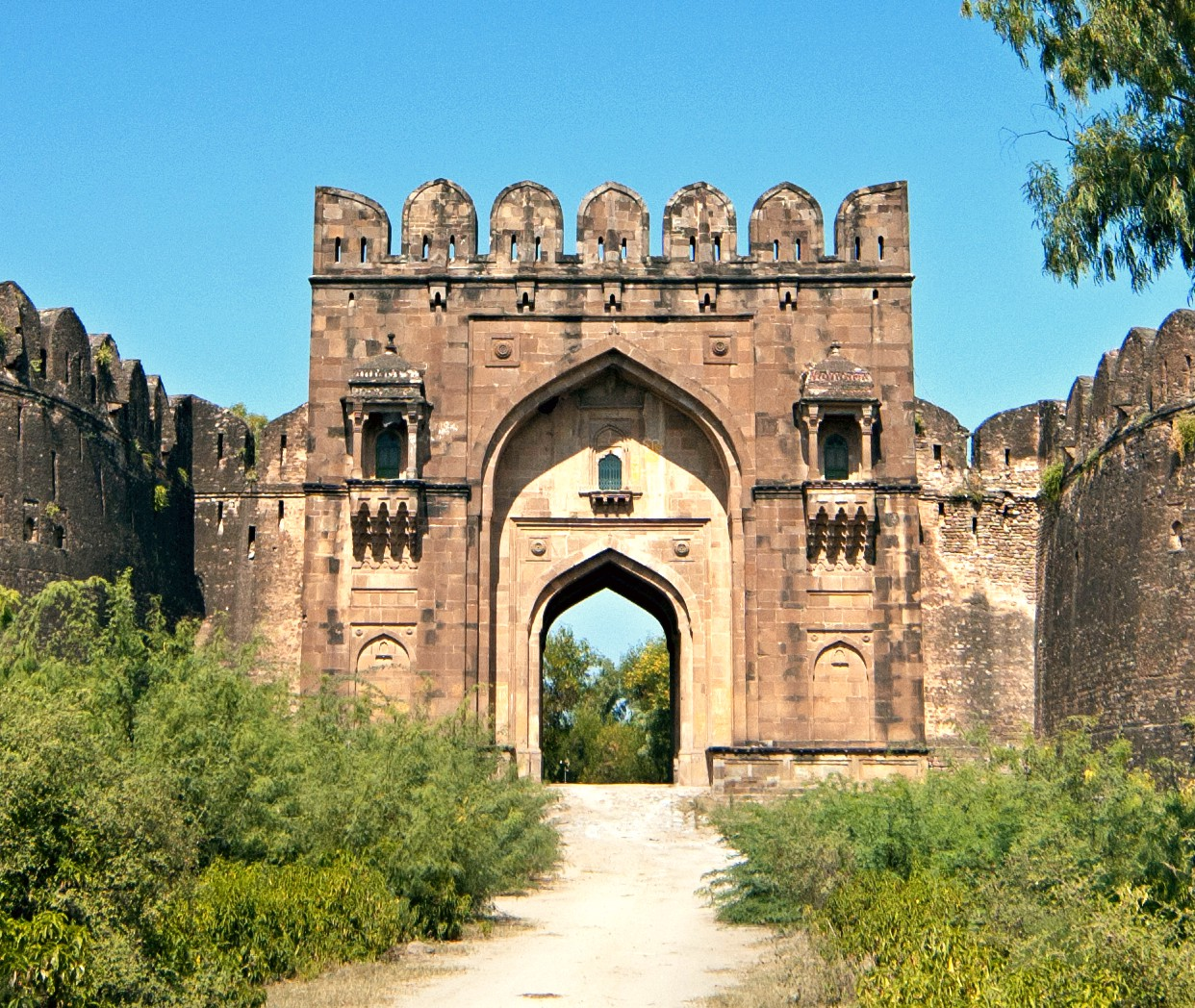
بوابة سهيل أحد بوابات قلعة روبتاس.

كان بداية وصول الإسلام إلى باكستان عن طريق السند خلال القرن الثامن الميلادي، وهو ما يعني نهاية العمارة البوذية. حدث انتقال سلس إلى نمط العمارة الإسلامية التي تخلو من التصوير في الغالب. الطريقة التي بنيت بها المساجد في هذه الفترة المبكرة تحتوي على جماليات الزخارف التي تتوجها برونق الخط العربي، أقرب مثال على هذا النمط من العمارة مسجد ميهرابليوز في بنبهور، الذي بني تقريبًا عام 727، وهو أول مكان عبادة لمسلمي جنوب آسيا. أهم خصائص أسلوب العمارة الإسلامية هو الإيوان، المسور من ثلاثة جهات مع نهاية واحدة مفتوحة بالكامل. كما تشمل الخصائص الأخرى في هذه العمارة بتميزها في بناء ساحات الصلاة الواسعة، والقباب المستديرة المكسية بالفسيفساء وعينات هندسية باستخدام البلاط المطلي. أهم المباني القليلة الموجودة الآن هو من الطراز الفارسي ويتمثل في قبر شاه ركون إي عالم (بني من عام 1320 إلى 1324) في ملتان.
في بداية القرن السادس عشر الميلادي كانت الهندسة الهندية الإسلامية في أوجها. في العصر المغولي تم دمج عناصر العمارة الإسلامية الفارسية مع أشكال فنية من الفن الهندي. استحوذت لاهور على العديد من المباني الهامة في العصر المغولي، من بينها مسجد بادشاهي (بني 1673 - 1674)، وقلعة لاهور (في القرنين السادس عشر والسابع عشر)، وبوابة ألاغيري الشهيرة في قلعة لاهور، ومسجد وزير خان (بني 1634 - 1635) وكذلك العديد من المساجد والأضرحة الأخرى. كما بني مسجد شاه جهان في ثاتا في السند في عصر المغول. المقابر التي لا حصر لها في تشوخهاندي تتميز بالتأثير الشرقي، على الرغم من أنها بنيت ما بين القرنين السادس عشر والثامن عشر، إلا أنها لا تحتوي على أي دلالة لوجود تشابه مع العمارة المغولية. تظهر أعمال الحجارة على جزدة الصنعة السندية النموذجية. بدأ نشاط بناء المغول في الأفول في أواخر القرن الثامن عشر، بعد ذلك بالكاد تم بناء مشاريع معمارية خاصة وطنية.

## العمارة الاستعمارية البريطانية
في عصر الاستعمار البريطاني ظهرت مباني عرفت بإحياء العمارة الهندية-الساراكينوسية، وهي عبارة عن خليط من المكونات المعمارية الأوروبية والهندية الإسلامية. من بين الأعمال الأكثر شهرة في هذا النمط المعماري قصر مهاتة وقاعة فرير في كراتشي، ومتحف لاهور، وجامعة البنجاب، وجامعة الملك إدوارد الطبية في لاهور.

## عمارة ما بعد الاستقلال
بعد الاستقلال سعت باكستان للتعبير عن هويتها الوطنية الجديدة من خلال الهندسة المعمارية. وهذا يعكس نفسه بشكل خاص في الهياكل المعمارية الحديثة مثل مسجد الملك فيصل في إسلام أباد، ومنارة باكستان في لاهور، والضريح الذي تم إنشاؤه بالرخام الأبيض المعروف باسم مزار قائد. يعد النصب التذكاري الوطني في إسلام أباد أحد أحدث الأمثلة على دمج الثقافة والاستقلال والهندسة المعمارية الحديثة.

## معرض

### آثار مغول الهند

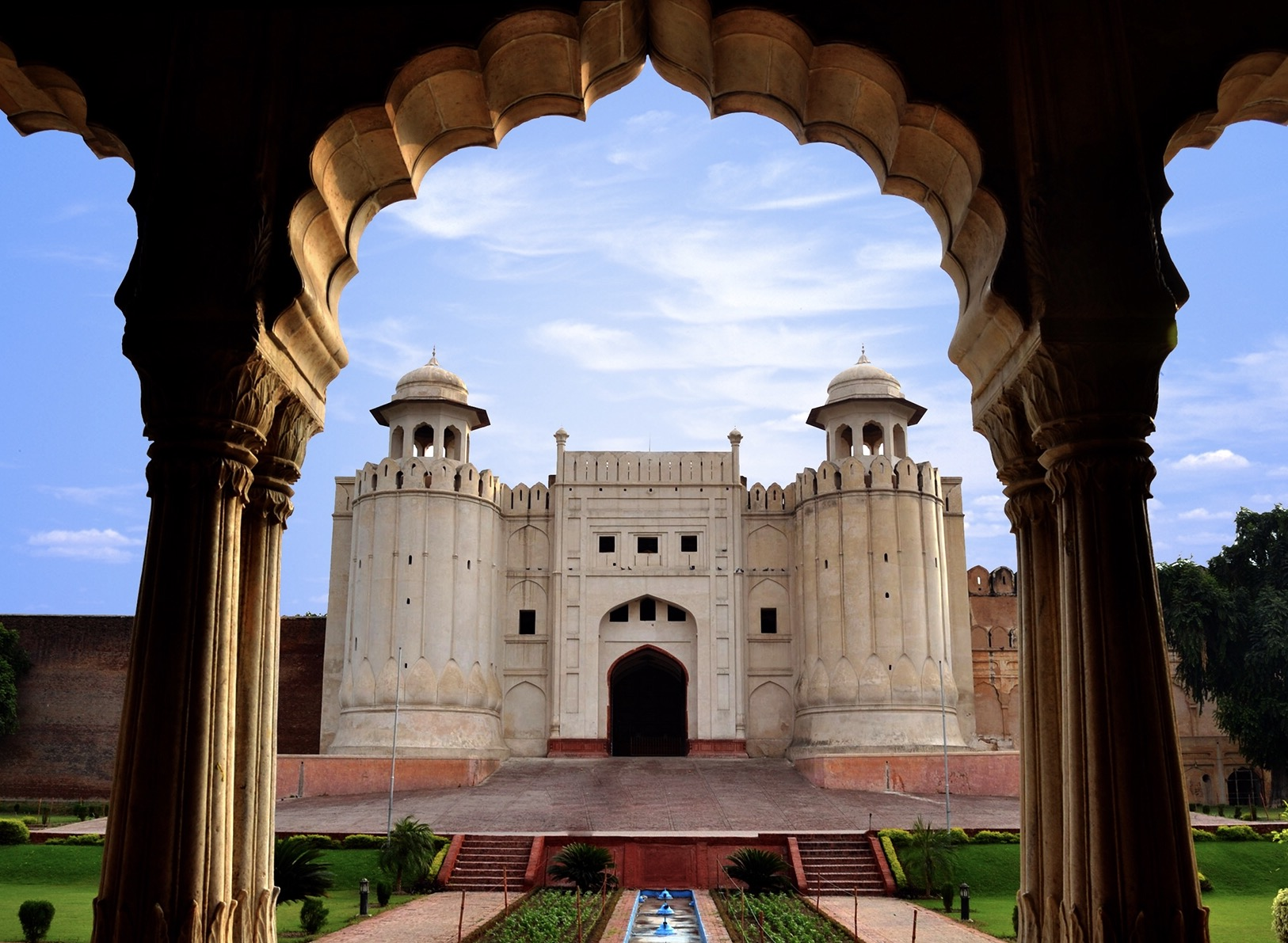
حصن لاهور
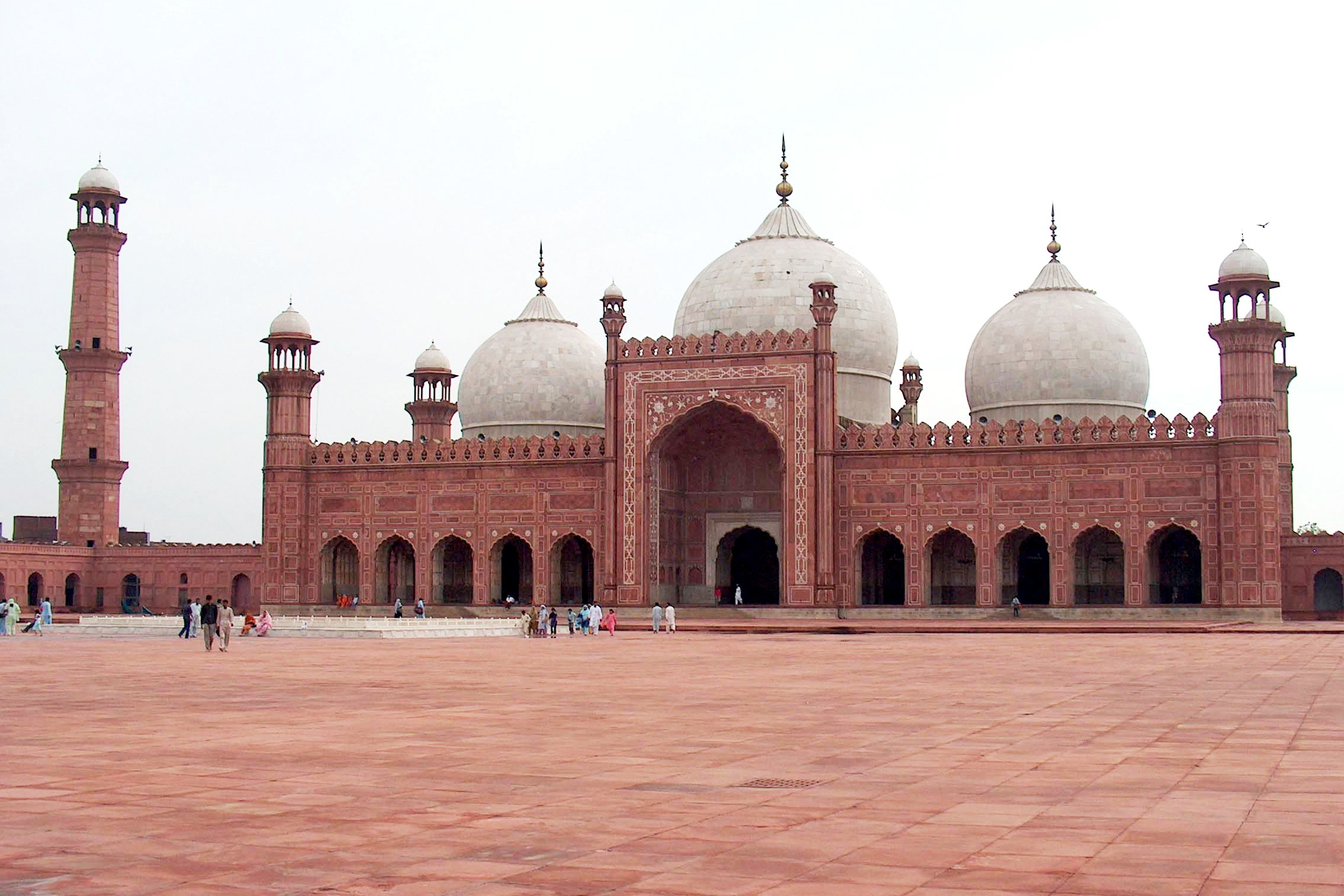
مسجد بادشاهي في لاهور
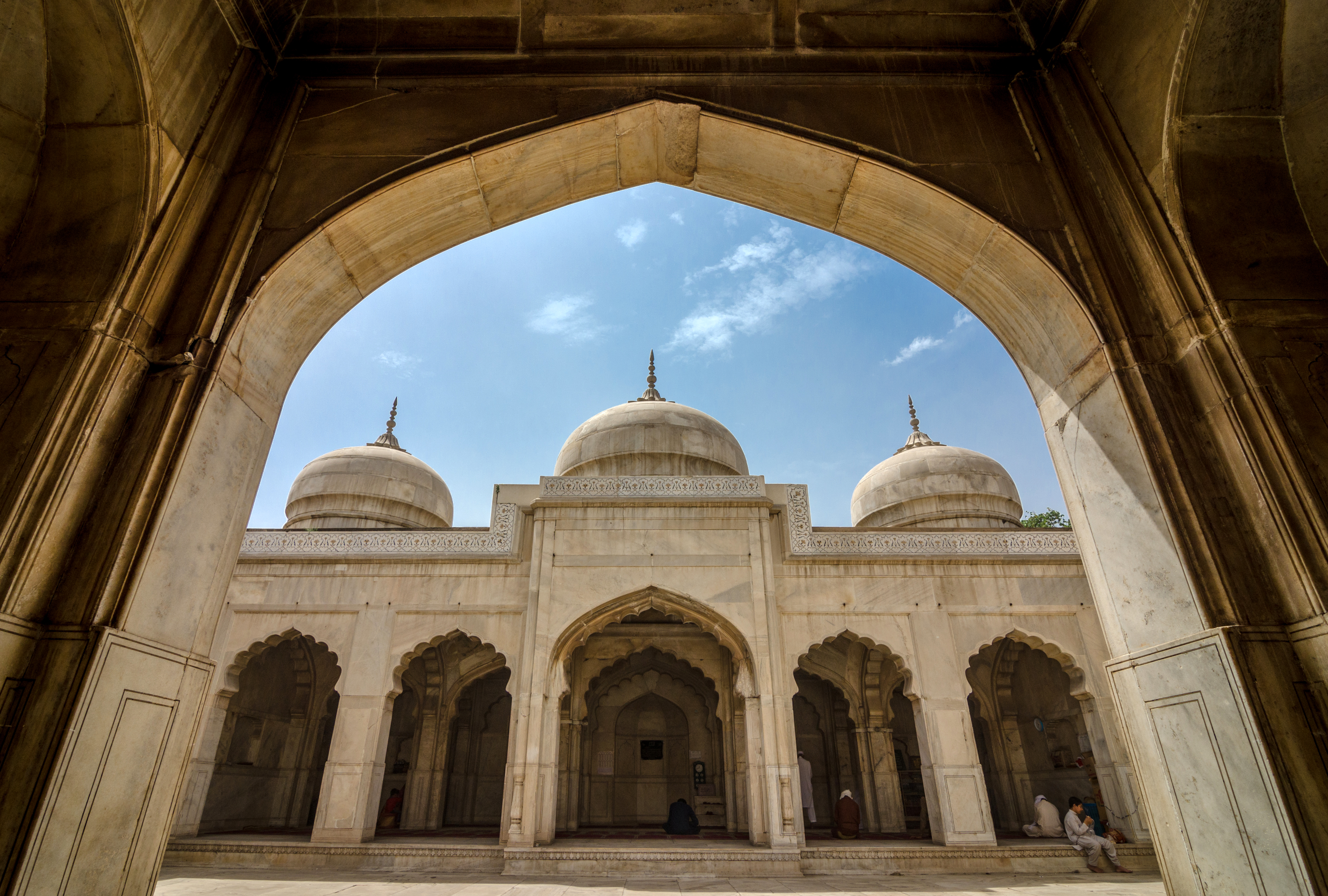
مسجد موتي وهو جزء من حصن لاهور
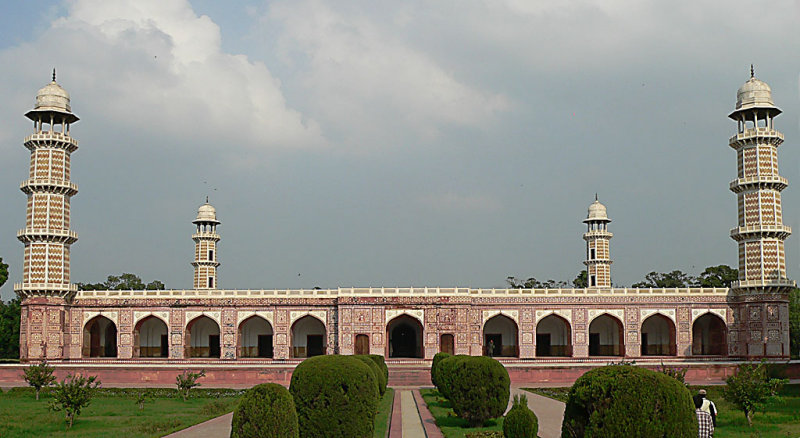
مقبرة جهانجير
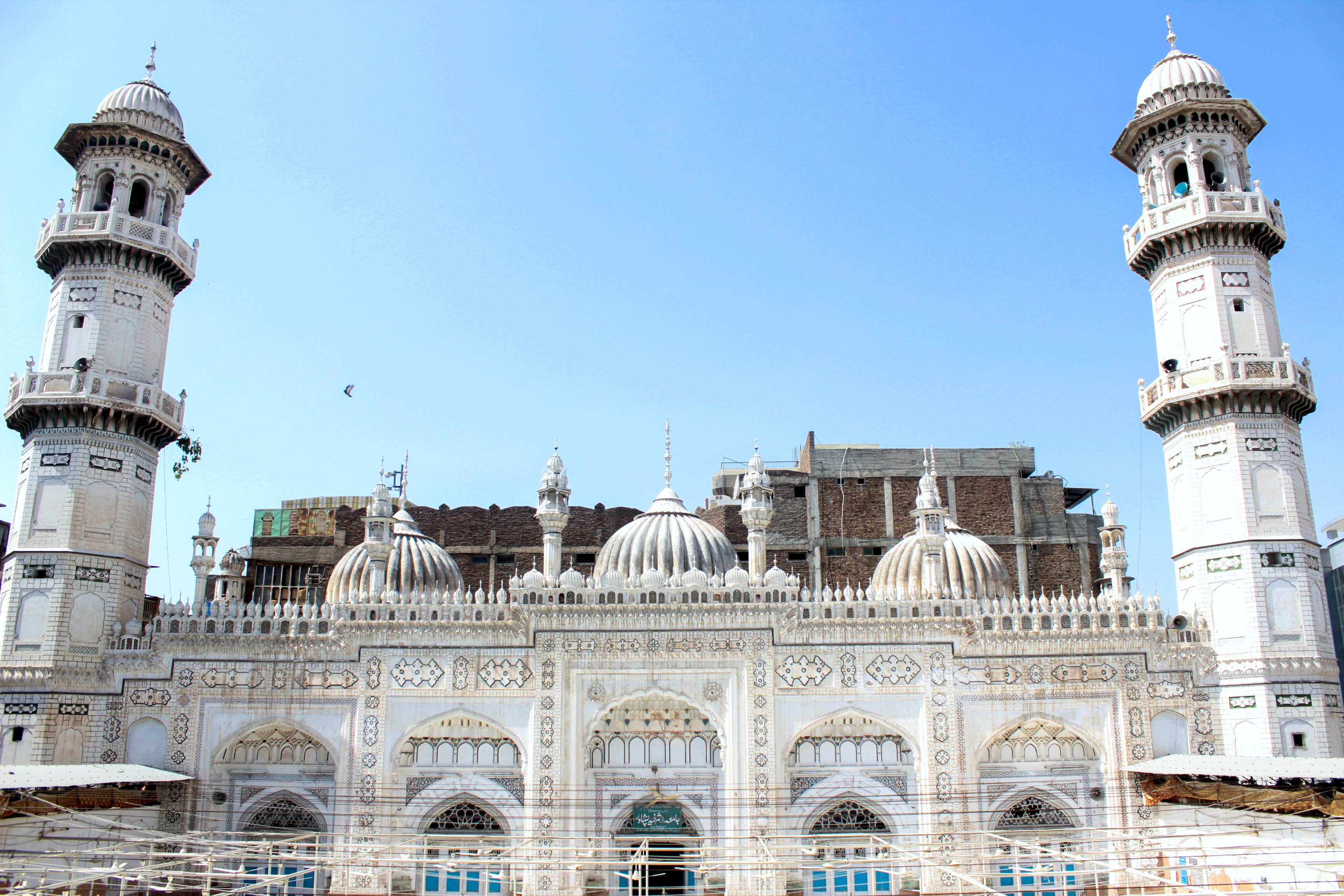
مسجد محبت خان في بيشاور

### الهندية-الساراكينوسية

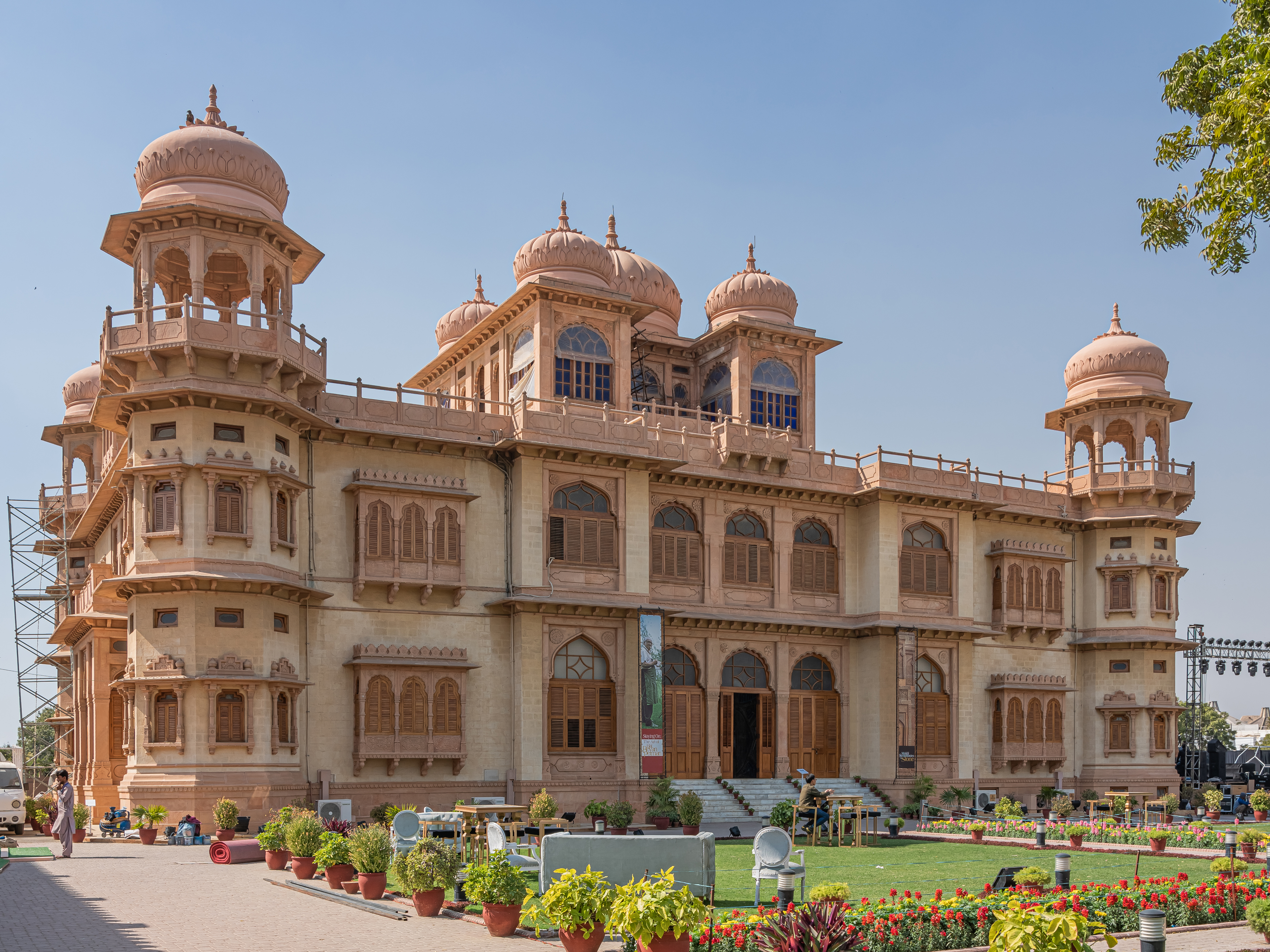
قصر موتا في كراتشي
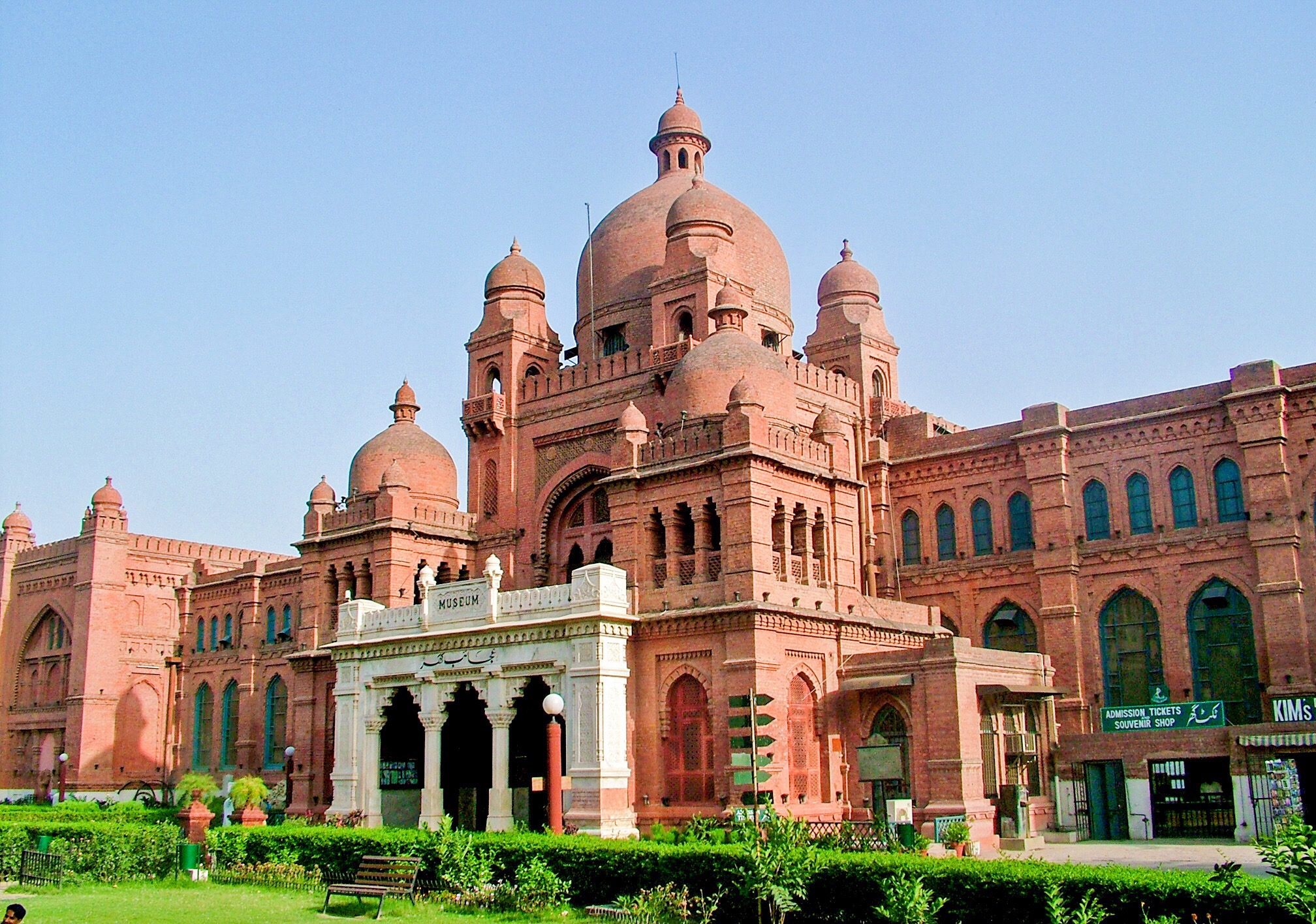
متحف لاهور في لاهور
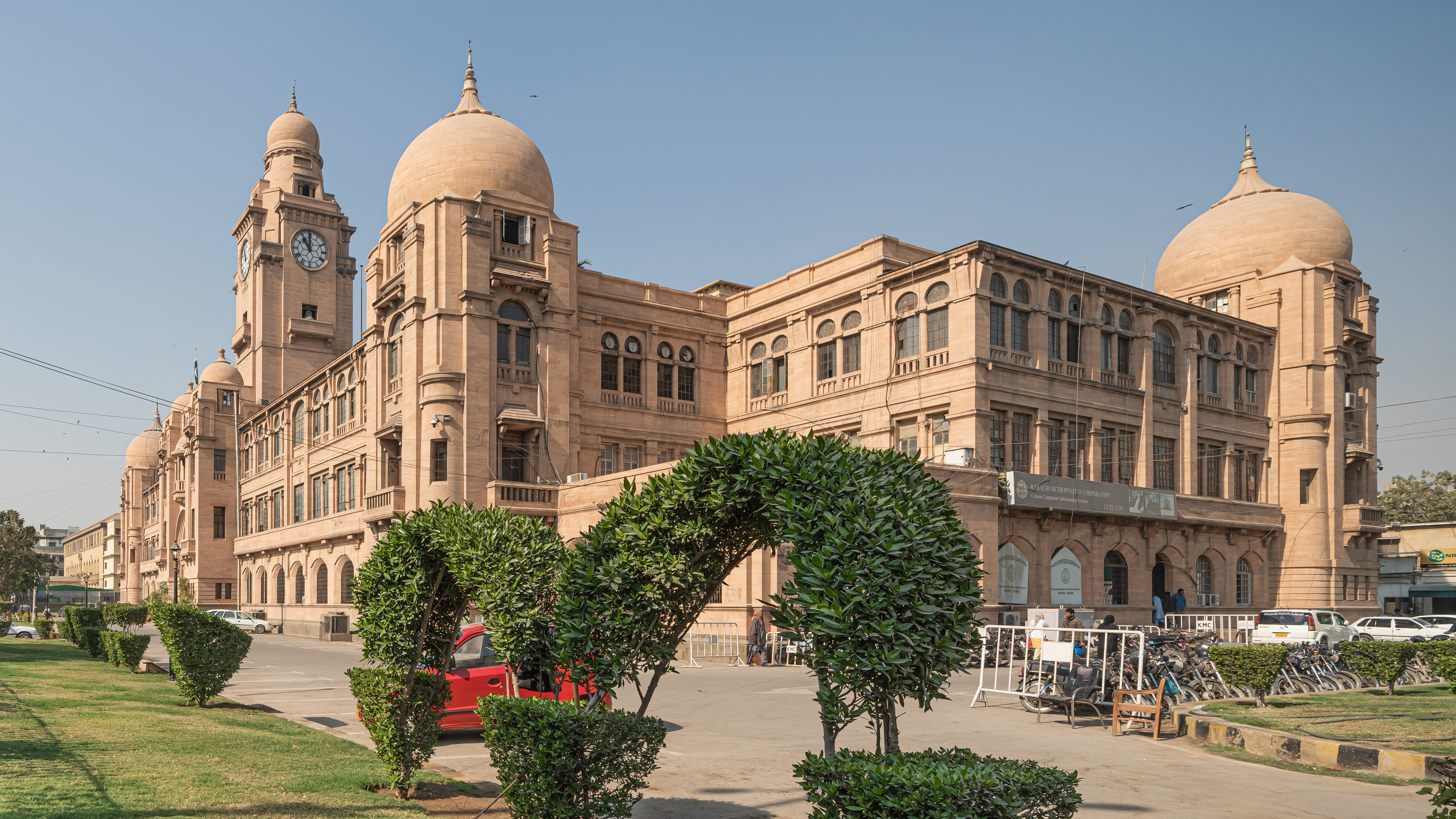
مبنى كراتشي متروبوليتان كوربوريشن في كراتشي
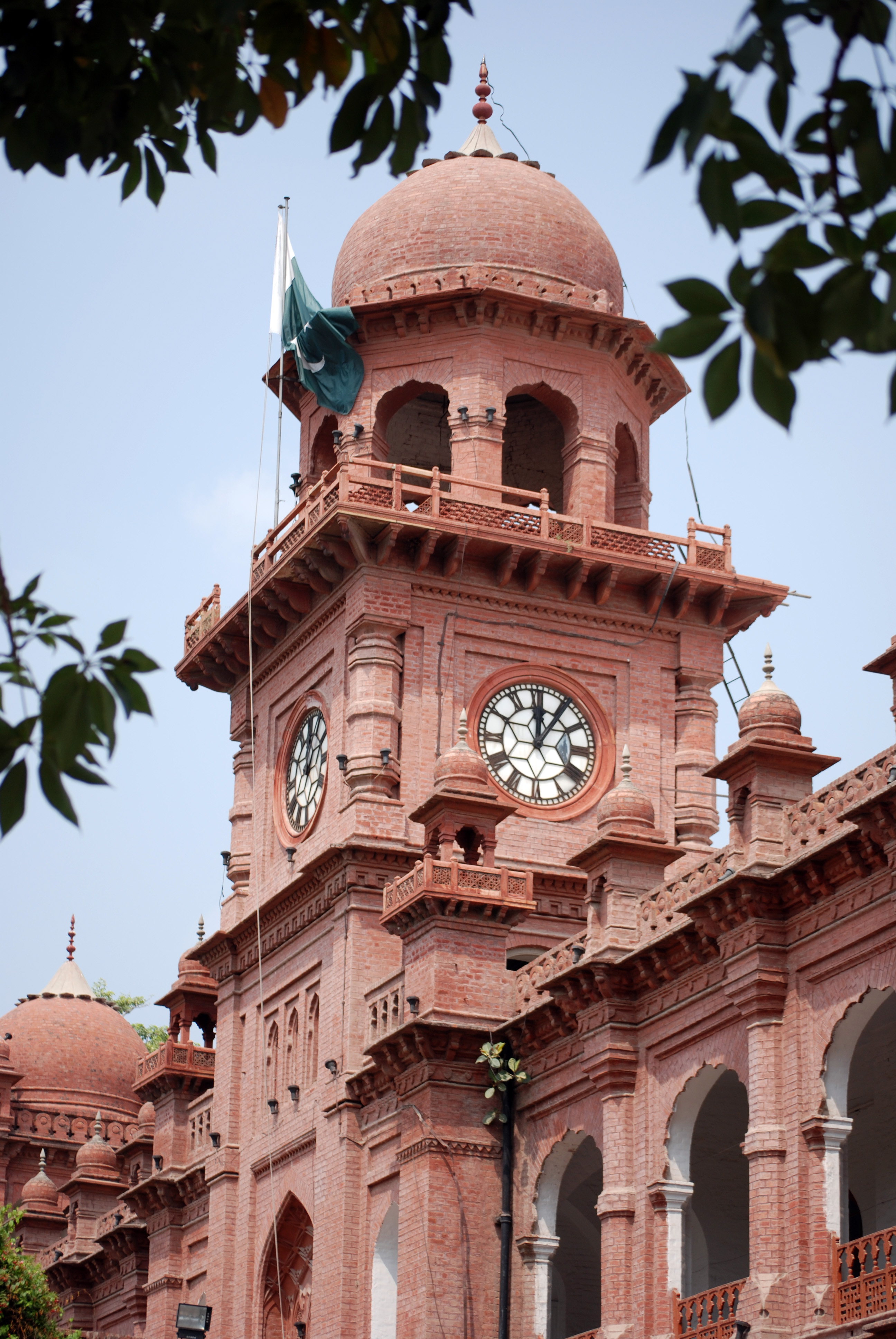
جامعة البنجاب في لاهور
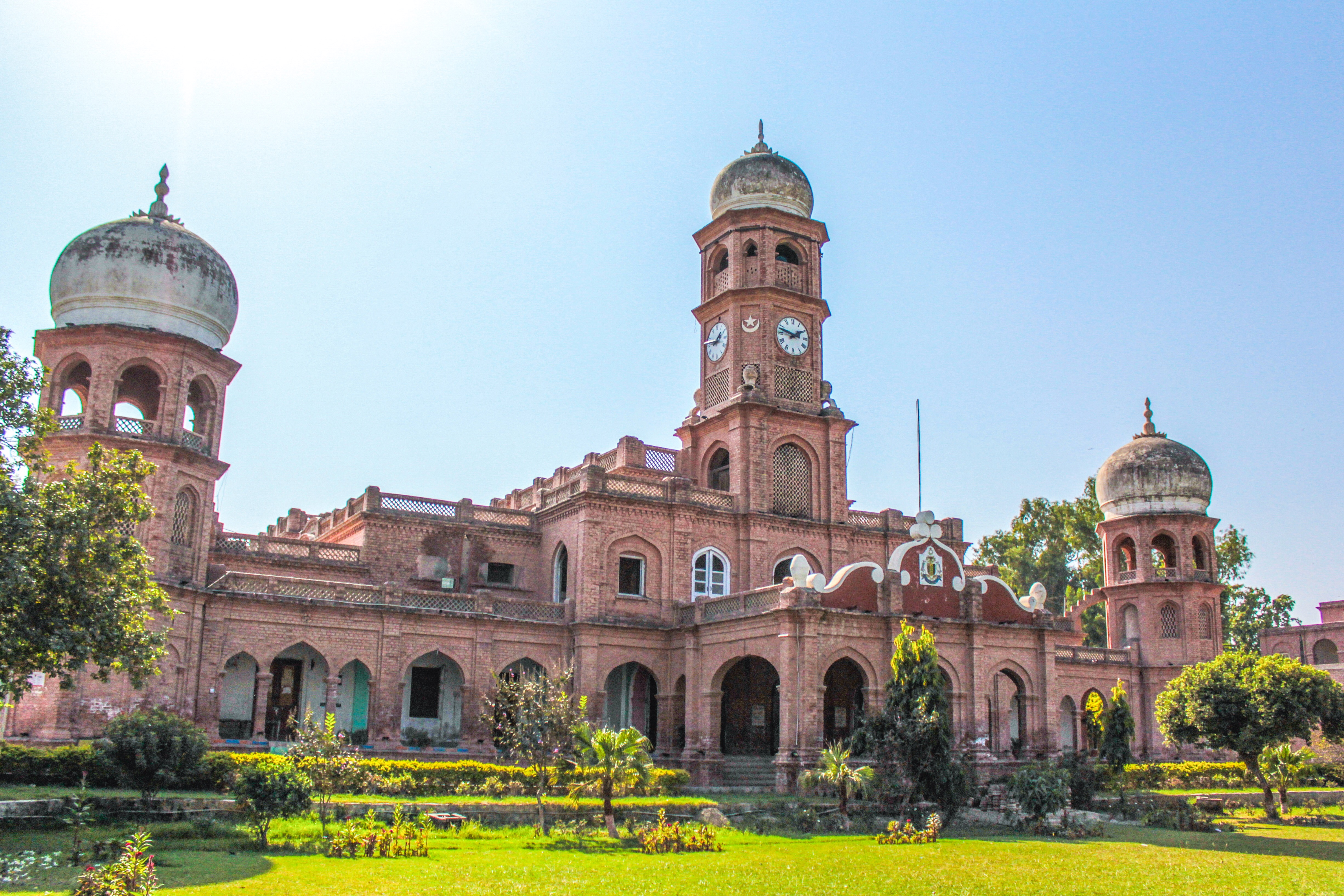
مدرسة صادق دنك الثانوية في باهاوالبور
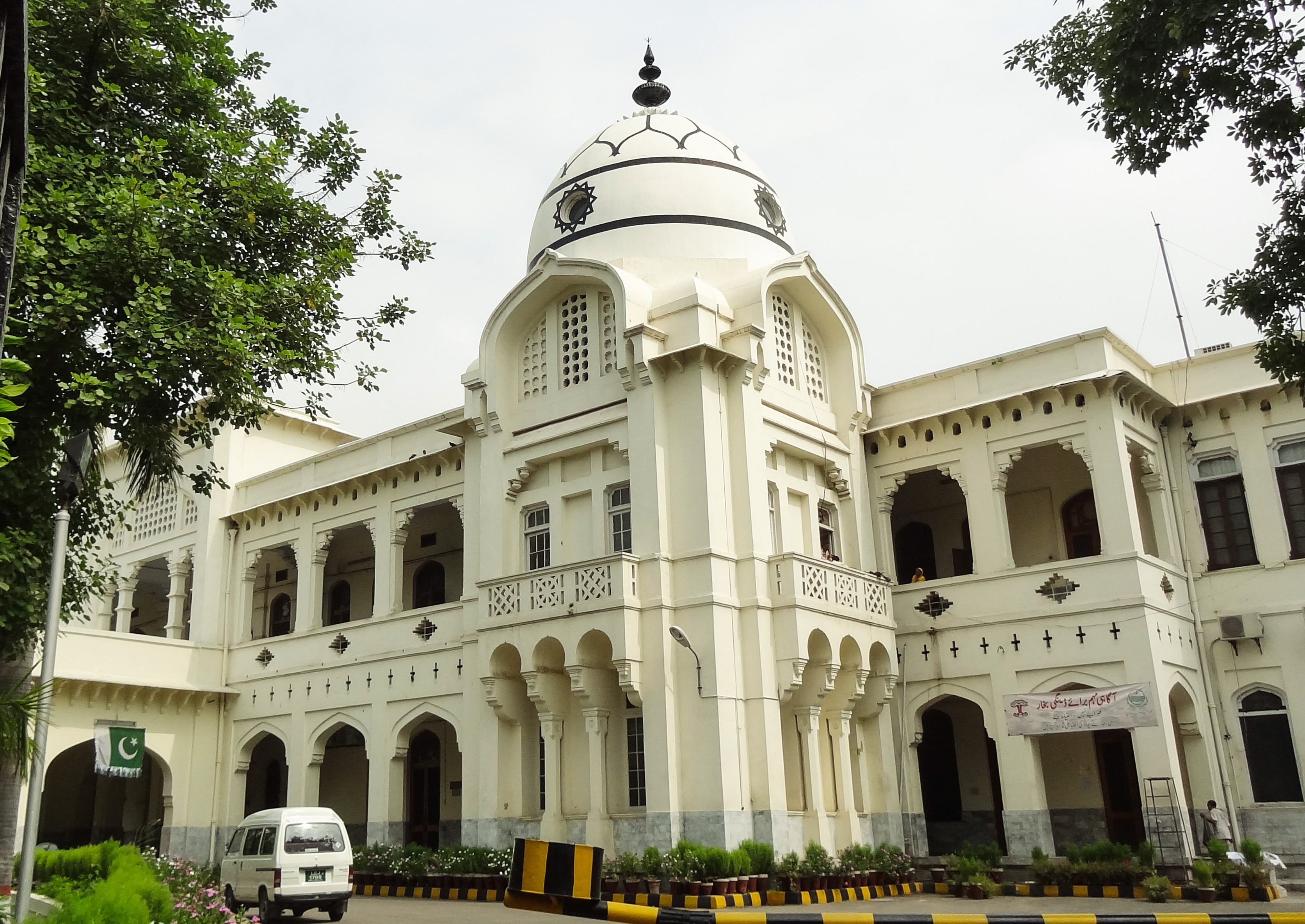
جامعة الملك إدوارد الطبية في لاهور
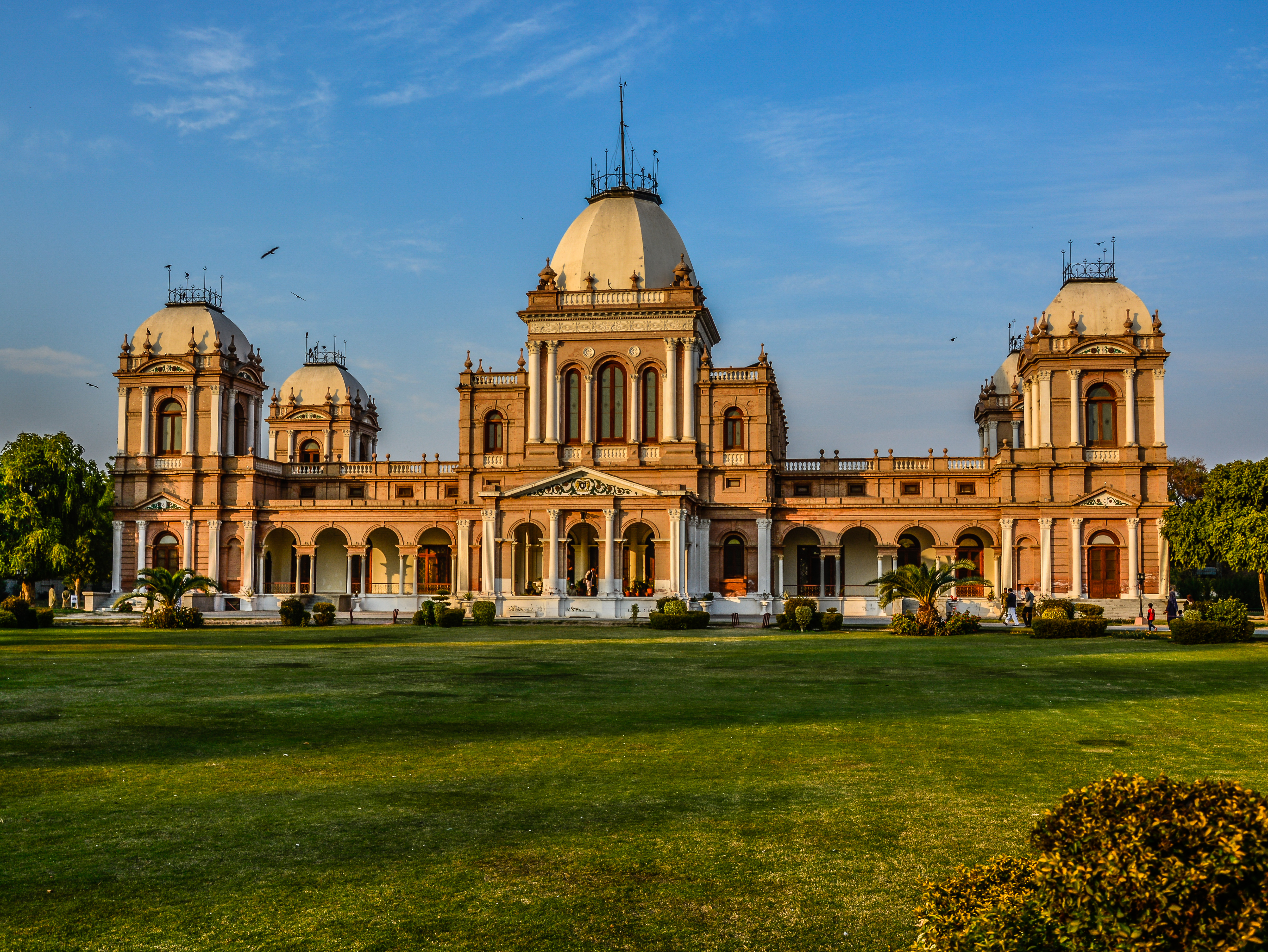
قصر نور محل في باهاوالبور
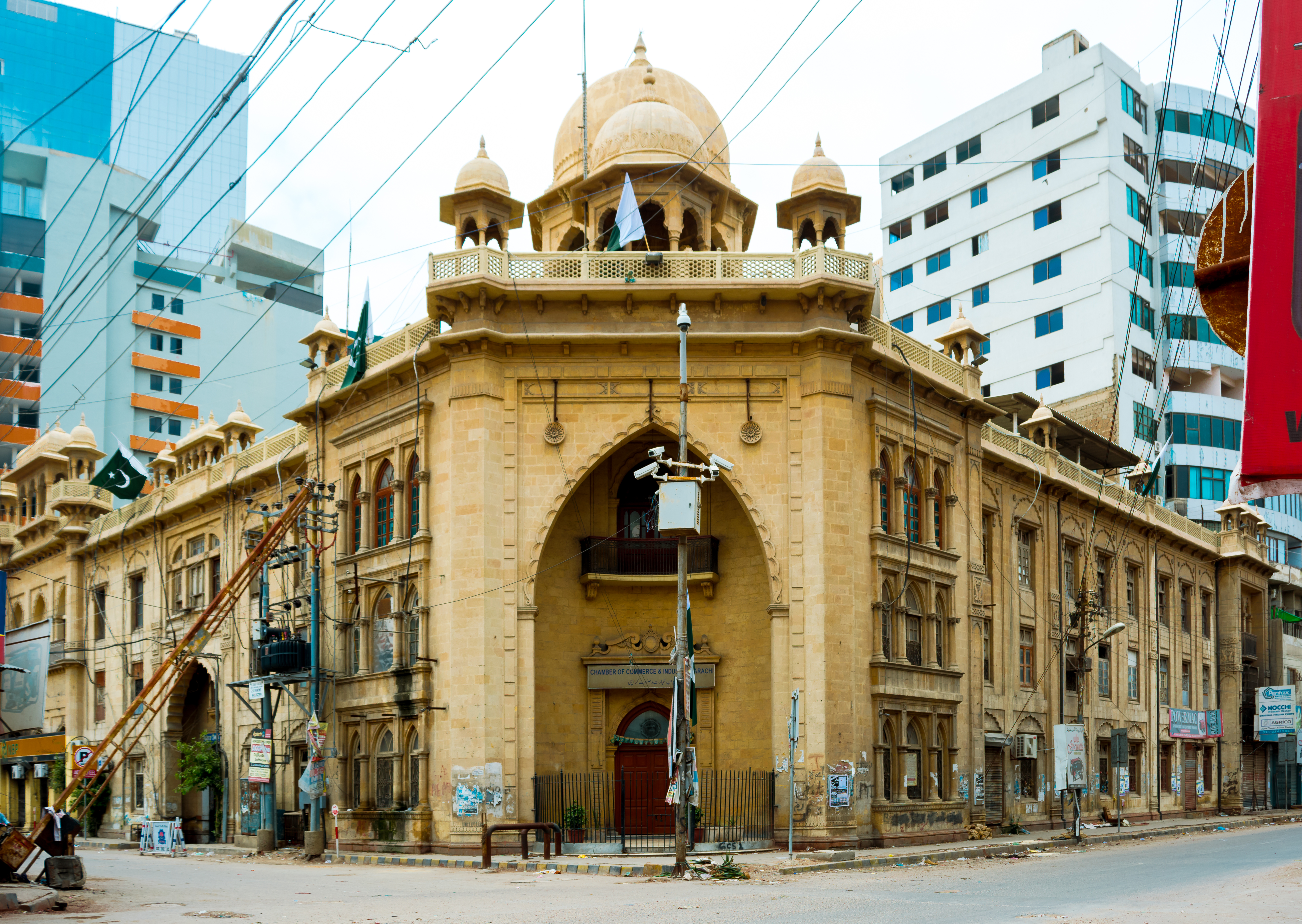
مبنى غرفة تجارة كراتشي
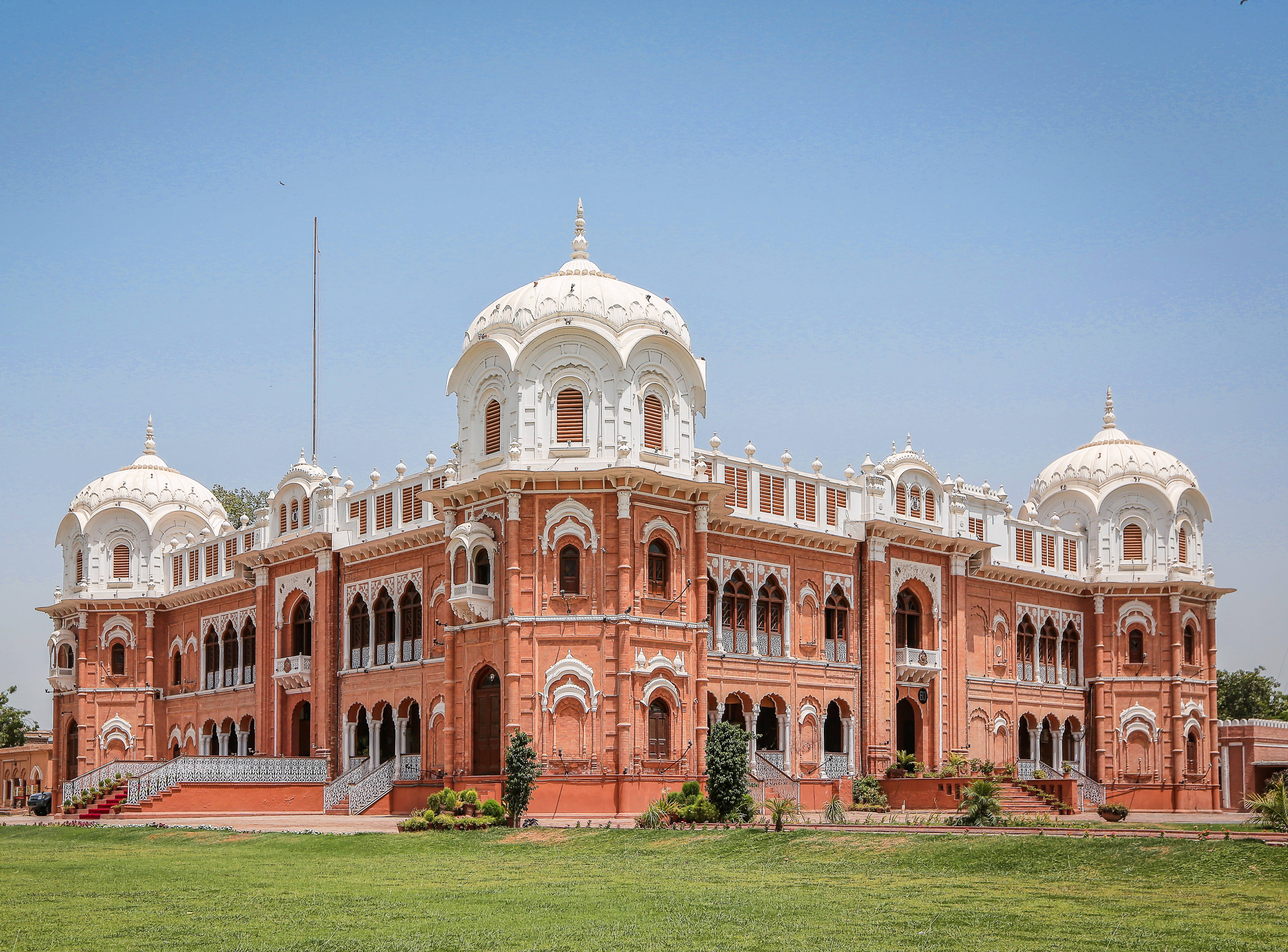
قصر داربار محل في باهاوالبور
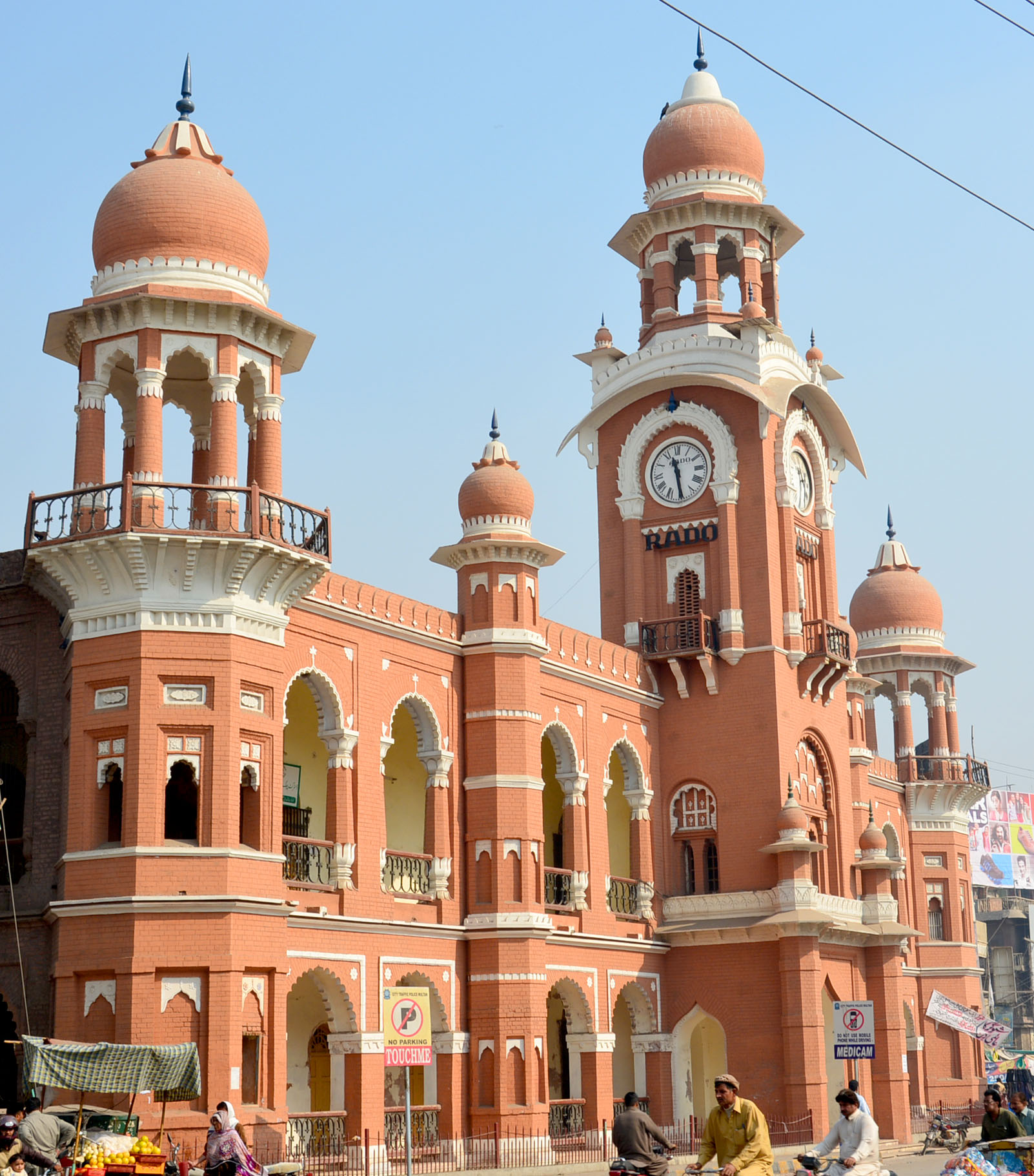
برج ساعة ملتان في ملتان
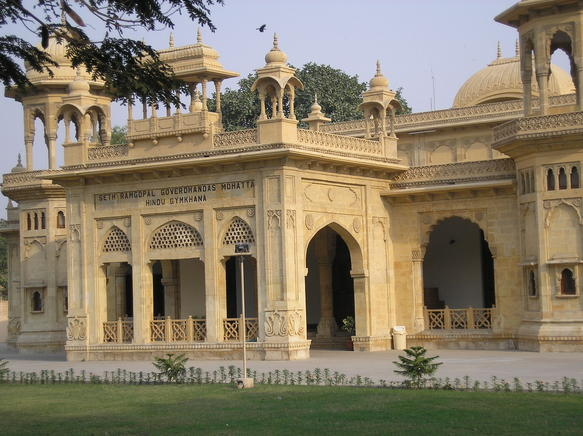
الأكاديمية الوطنية للفنون المسرحية في كراتشي
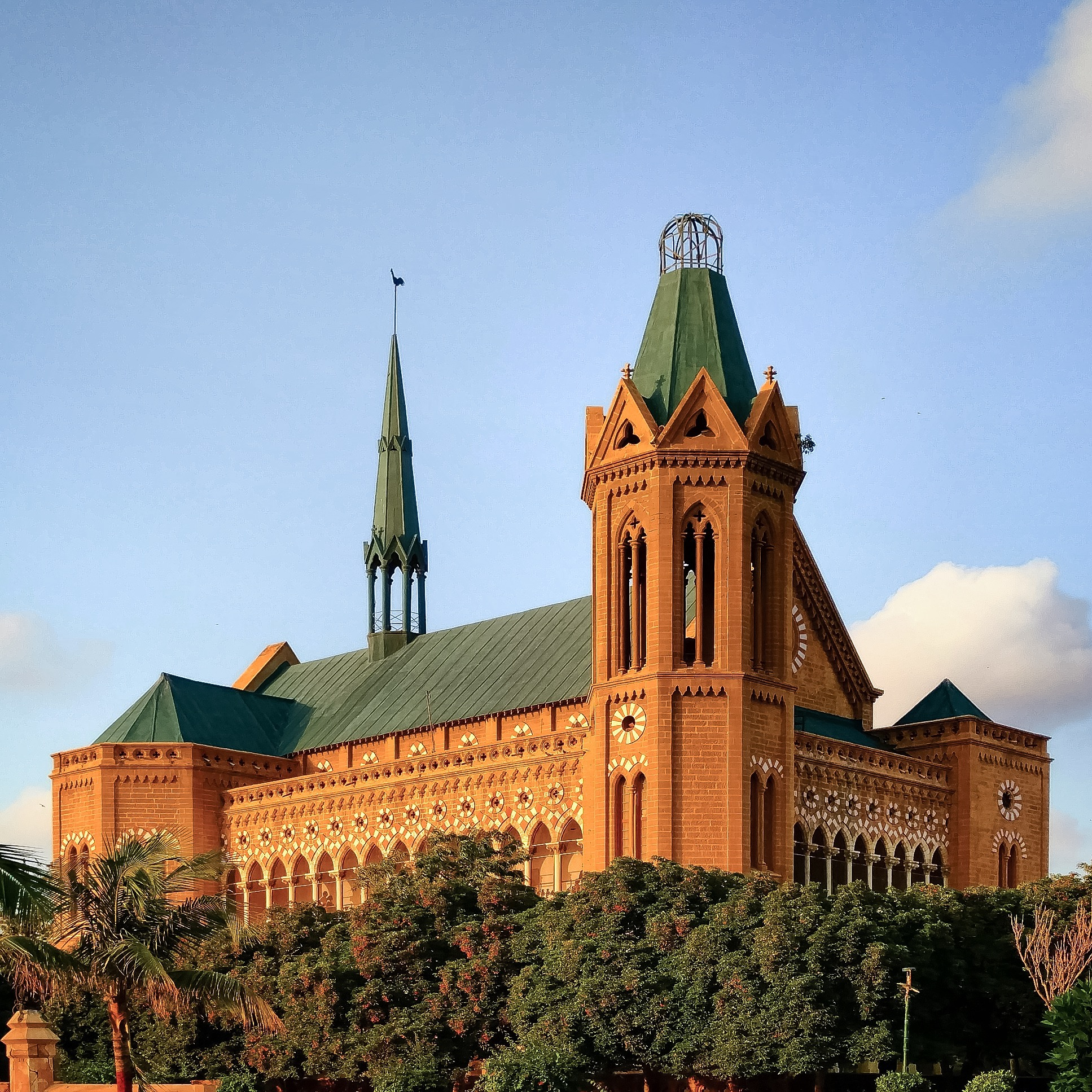
قاعة فرير في كراتشي

### بعد الاستقلال

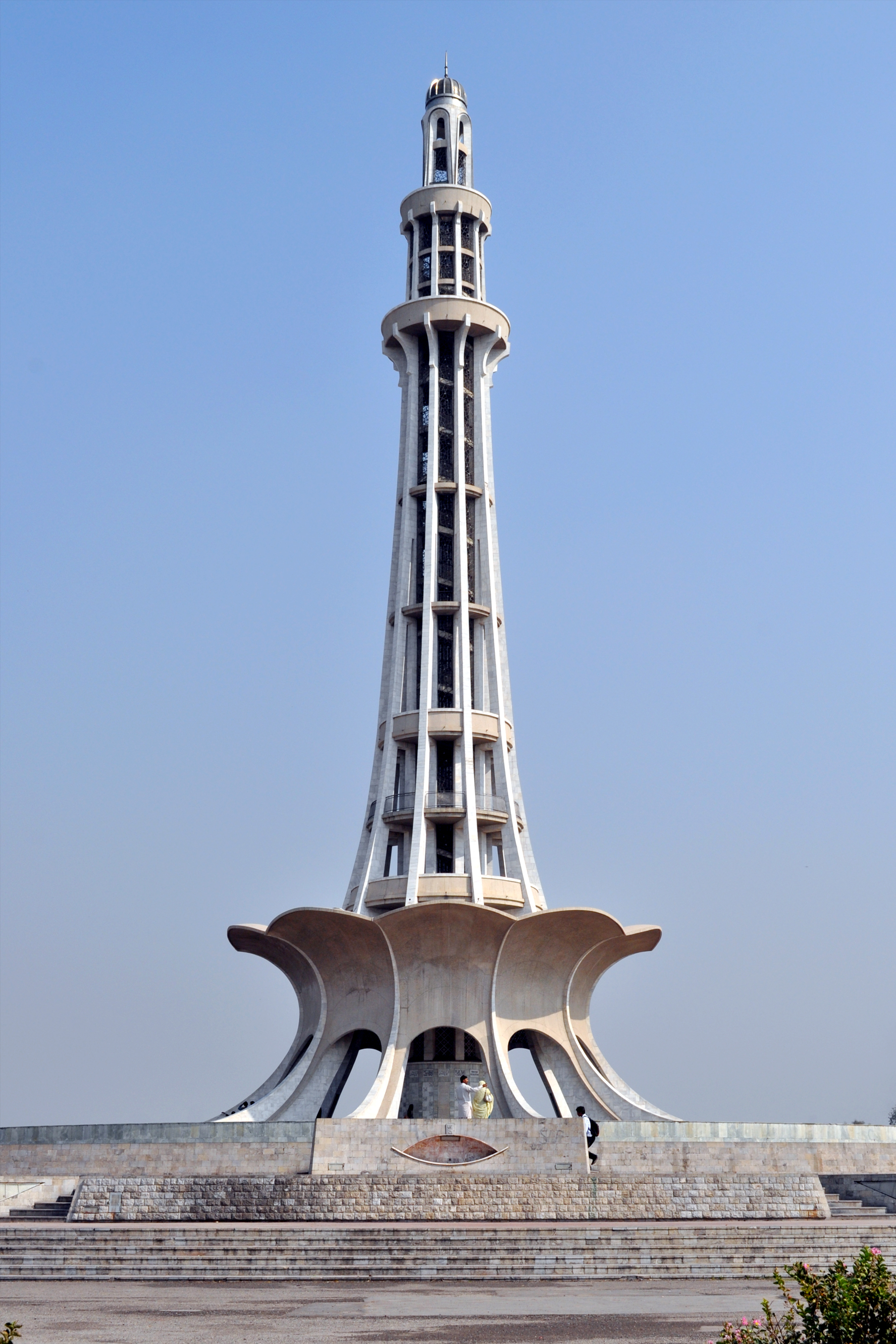
منارة باكستان في لاهور
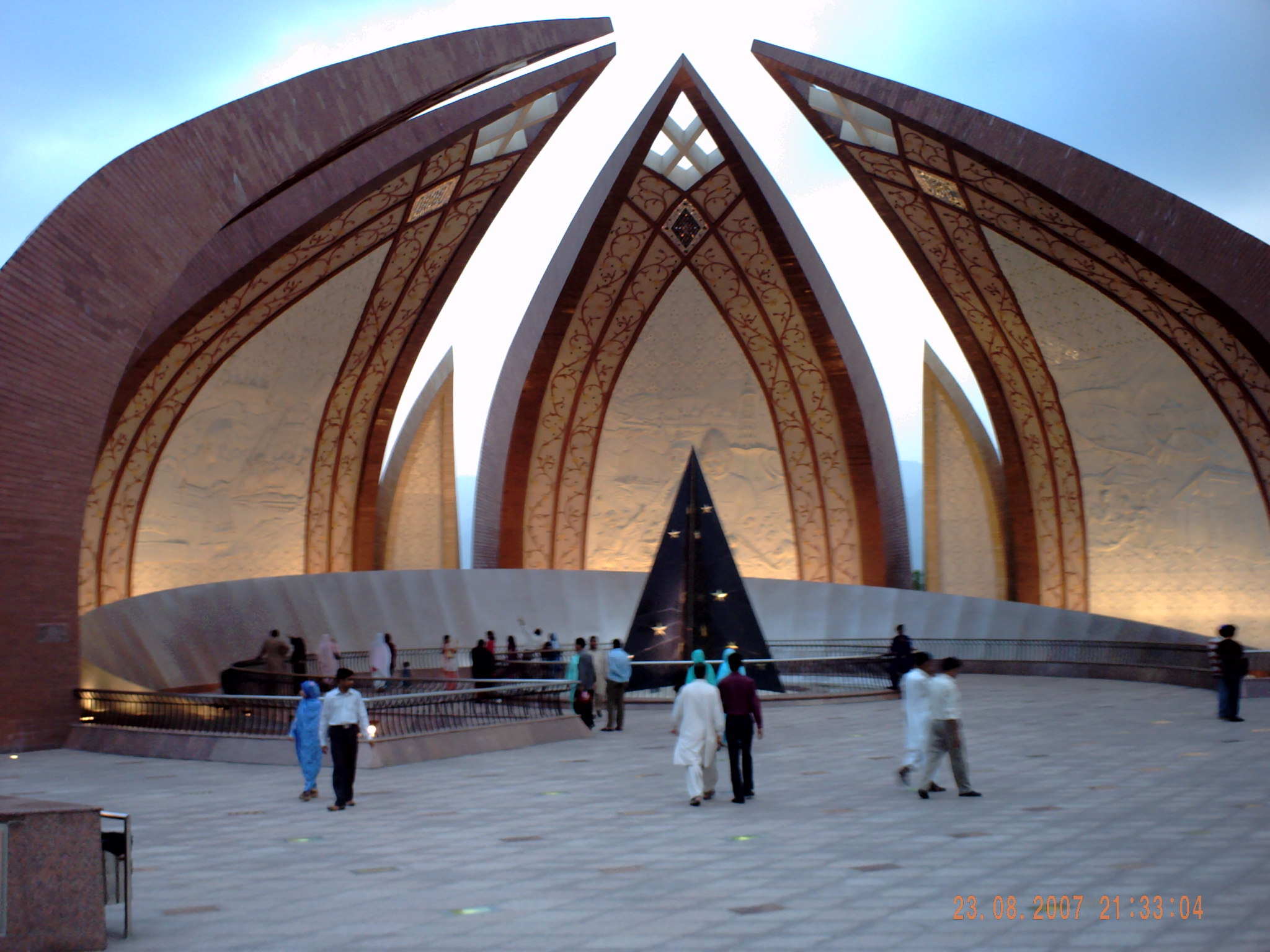
نصب باكستان التذكاري في إسلام آباد
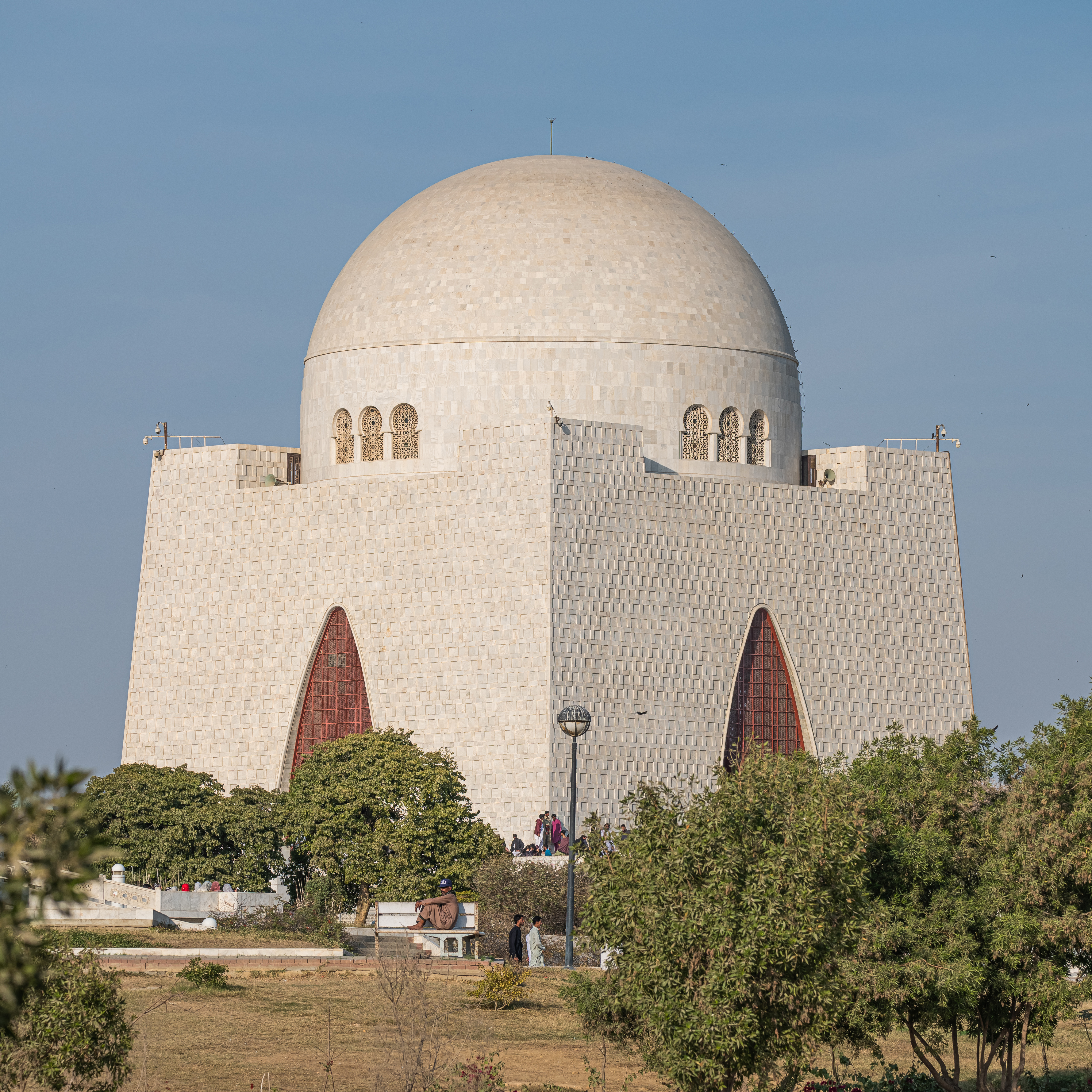
مزار قائد في كراتشي
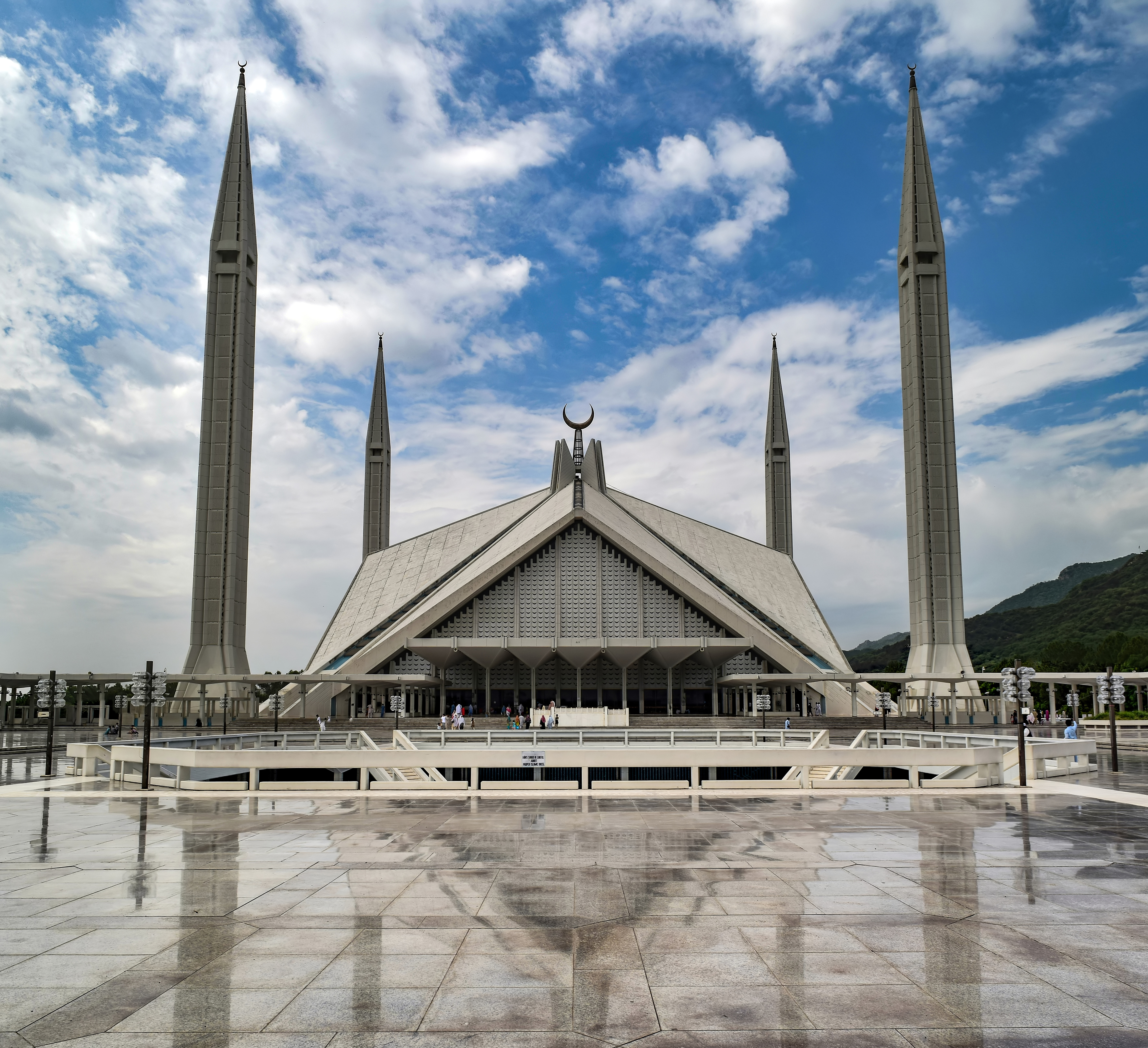
مسجد الملك فيصل في إسلام آباد
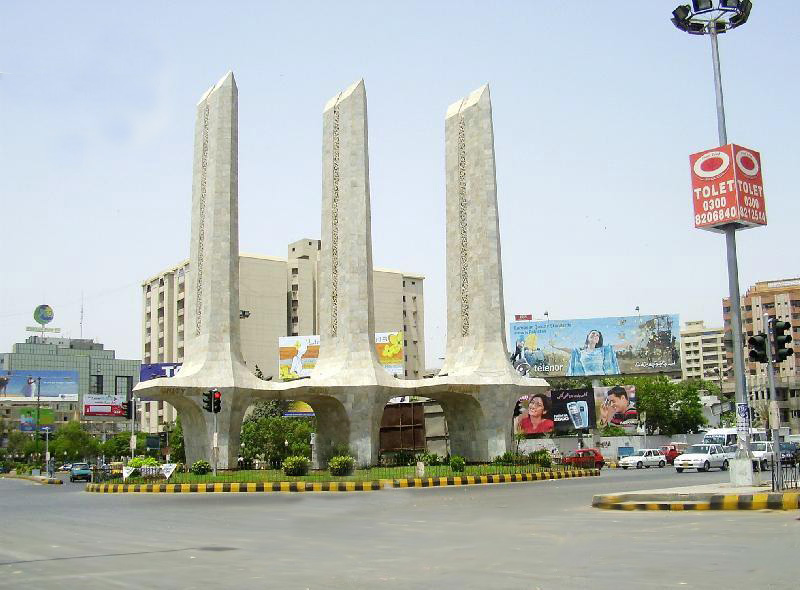
السيوف الثلاثة في كراتشي